# 치프틴
치프틴(본명: 이재엽, 2000년 11월 16일 ~ )은 대한민국의 리그 오브 레전드 프로게이머로 아이디는 Chieftain이다. 포지션은 정글러이다.

## 선수 생활
2016년 에드워드 게이밍의 아카데미 팀에서 활동했다.
2018시즌을 앞두고 비리비리 게이밍에 입단했다. 스프링 중반 시즌 이후 주전 자리를 차지했으며 팀의 포스트시즌 진출에 기여했다. 서머 시즌에서도 괜찮은 모습을 보여주었다.
2019년 3월, 비리비리 게이밍의 아카데미 팀으로 강등되었다.
2020시즌을 앞두고 비시 게이밍에 입단했다.
2021시즌을 앞두고 프레딧 브리온에 입단했다. 2021시즌 동안 엄티의 서브 선수로 활동했다. 2021시즌 종료 후 팀에서 퇴단했다.

## 소속팀
| # | 팀명              | 소속 기간               | 소속 리그 | 비고 |
| - | ----------------- | ----------------------- | --------- | ---- |
| 1 | 비리비리 게이밍   | 2017.12.22 ~ 2019.03.23 | LPL       |      |
| 2 | 비시 게이밍       | 2019.12.17 ~ 2020.05.27 | LPL       |      |
| 3 | 프레딧 브리온     | 2020.11.17 ~ 2021.11.15 | LCK       |      |
| 4 | 썬더 토크 게이밍  | 2022.01.14 ~ 2022.05.13 | LPL       |      |
| 5 | 나스르 e스포츠    | 2022.05.30 ~ 2022.11.21 | TCL       |      |
| 6 | 올 나이츠         | 2022.12.06 ~ 2023.05.18 | LLA       |      |
| 7 | 파파라 슈퍼매시브 | 2023.05.24 ~ 2023.08.03 | TCL       |      |

## 수상 내역
- 2015 IeSF e스포츠 월드 챔피언십 금메달
- 데마시아컵 서머 2018 준우승
- 리그 오브 레전드 디벨로프먼트 리그 스프링 2019 준우승